# 激マブ探偵なな 手淫が炸裂する時
『激マブ探偵なな 手淫が炸裂する時』（げきマブたんていなな しゅいんがさくれつするとき）は、2021年に公開された日本の映画。2021年5月21日に公開予定だったが、緊急事態宣言発令により延期され、2021年7月2日より公開された。

## 概要

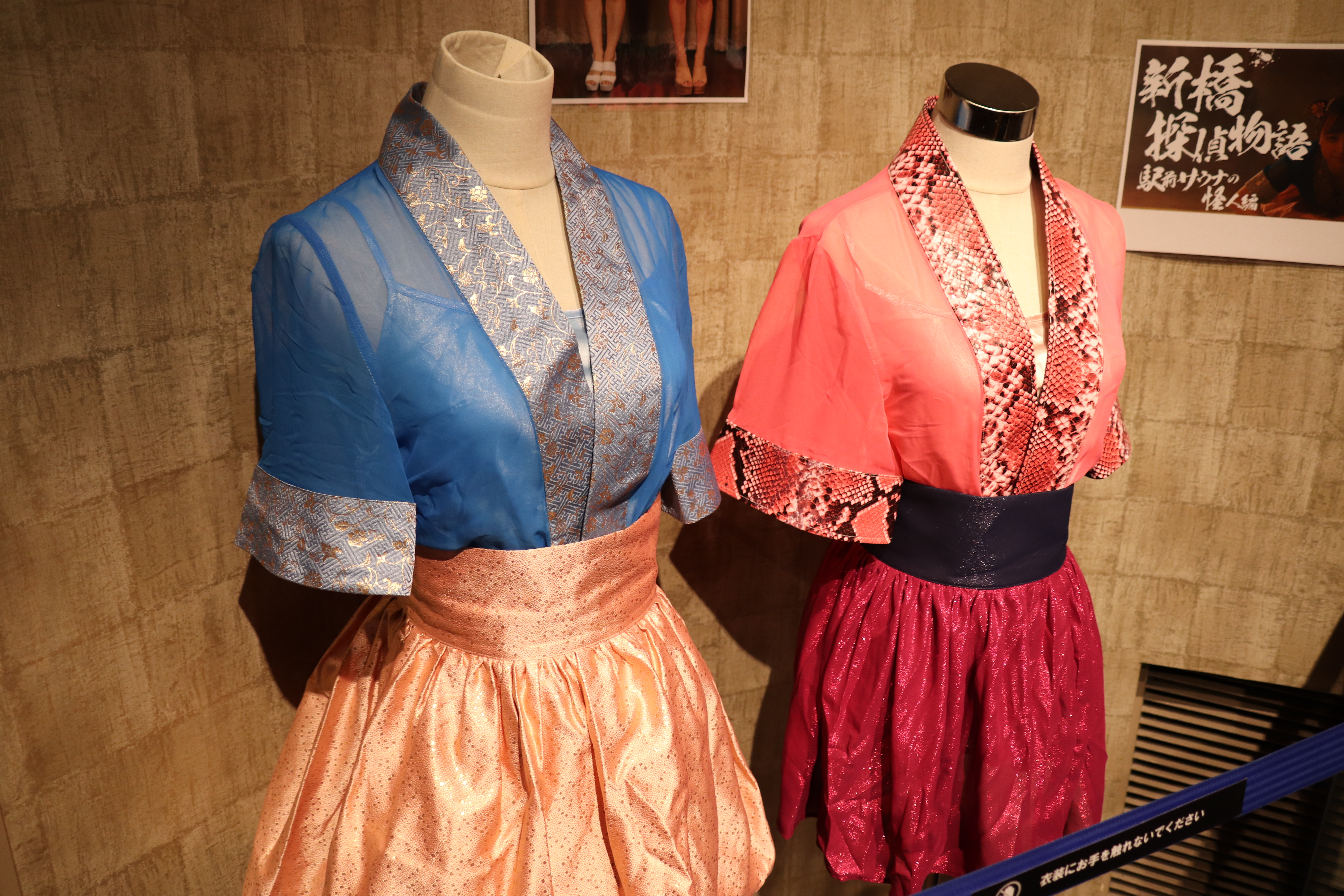
新橋探偵物語 駅前サウナの怪人編 衣装展示（2021年）

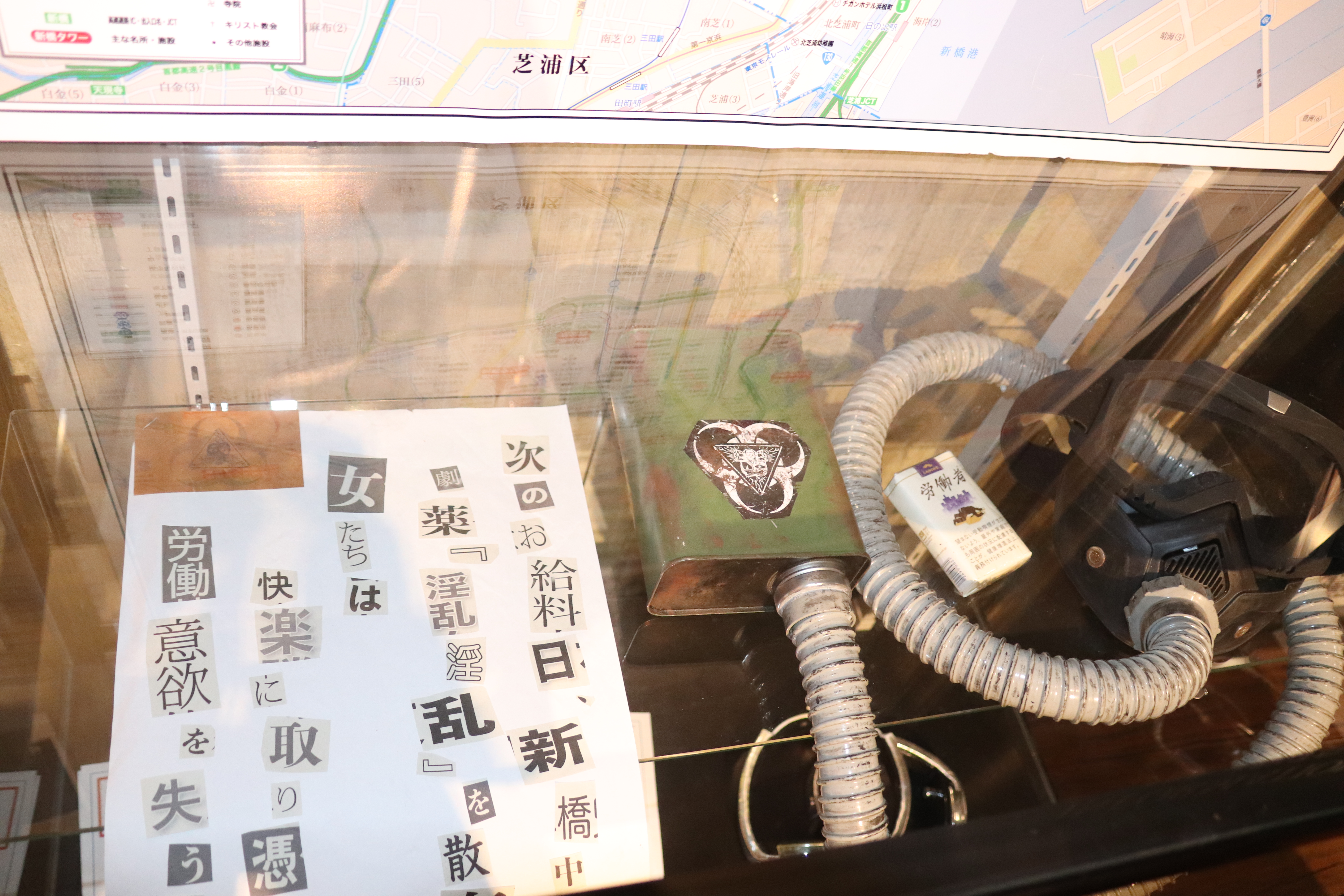
新橋探偵物語 駅前サウナの怪人編 小道具展示（2021年）

本作は『新橋探偵物語』（絶倫探偵 巨乳を追え!）で助手として活動したチャイナガール・ななを主人公に置いたスピンオフ続編であり、前作と同じく新橋を舞台にしたコメディ作品でもある。『新橋探偵物語』のスタッフも引き続き参加するほか、同作のキャストも多数登場する。映画ライターの切通理作は「直系の続編」と位置付けている。前作では主人公がセックス探偵になるまで描かれたが、今作ではセックス探偵が不在の新橋が描かれる。
予告編ナレーションは本作未出演の秋乃ゆに。
特集上映「OP PICTURES+フェス2021」では2021年11月6日より『新橋探偵物語 駅前サウナの怪人編』のタイトルで上映。

## あらすじ
セックス探偵の果梨と助手のななは、中国式オイルエステ店を拠点に新橋の平和を守ってきた。街で、女性が次々に失踪する謎の事件が起こるが、果梨はニューヨーク市警の霞とのセックスにのめり込みそれどころではなかった。ななは新人のチャイナガール・ハチと、セックス探偵予備軍である仮性セックス探偵たちとともに、事件解決を目指す。
調査を続けるうちに女性上司に恨みを持つ男性サラリーマン、加えて超男尊女卑犯罪結社・ADAM（アダム）の影がちらつき出す。

## キャスト
なな
演 - きみと歩実
片言の日本語を操るリトル・チャイナ・ガール。セックス探偵の探偵助手であるが、普段はチャイニーズエステ「アメノウズメ」に勤務する。日夜性技を極め鍛錬している。
ハチ
演 - 亜矢みつき
「アメノウズメ」の新人エステティシャン。
果梨玉男（ハテナシタマオ）
演 - 長野こうへい
2代目セックス探偵であり売れない俳優。ギンギンエレクションは健在であるが、本作では別現場に赴いてる上、セックス探偵として機能不全を起こしている。
霞・ラヴクラフト
演 - ジューン・ラブジョイ
ニューヨーク市警よりやってきた刑事。
珍鎮
演 - あらい汎
新橋在住の初代セックス探偵。老獪にしてエロい。
前張達郎
演 - 伊神忠聡
俳優であり、果梨の友人。
権座我鳴
演 - 近藤善揮 
新橋に拠点を置く映像制作会社GOカンパニー代表。
山田太郎
演 - 竹内健史
トリプルエイチホールディングスに勤務する肩身の狭い男性サラリーマン。新橋支配をもくろんでおり、媚薬を使って男尊女卑の世界発展を狙う。
クロフク
演 - 高木健
新橋の客引き。
長尾彩
演 - 卯水咲流（特別出演）
公安の捜査官。本作では出世しており、セックス探偵のセックスセンス開放は霞に引き継いでいる。
大家さん
演 - 木村香代子
- 岡野康弘[1]
- 広瀬寛己[1]

## スタッフ
- 監督：横山翔一[5]
- 脚本：奥山雄太
- 企画：横山翔一
- 助監督：秋野太郎
- 編集：横山翔一、秋野太郎
- 制作担当：八ツ橋翔次、鶴丸彩
- 撮影：佐藤直紀
- 照明：岩渕隆斗
- 録音：田中秀樹
- 音楽：ひと：みちゃん
- 劇伴：松石ゲル、伊藤資隆
- 衣裳：長瀬由依
- 装飾：岩間洋
- 美術：柴田正太郎
- 特殊造形：快歩
- ヘアメイク：安藤メヰ
- スチール：篠田卓也
- VFX：秋野太郎
- 整音：田中秀樹
- タイトル：大脇初枝
- 仕上げ：東映ラボ・テック
- 制作：ふくよか舎
- 提供：オーピー映画